# چورزق (زنجان)
چورزق یک منطقهٔ مسکونی در ایران است که در دهستان معجزات واقع شده‌است. چورزق ۱٬۵۳۸ نفر جمعیت دارد.